# 托瓦爾市 (梅里達州)
托瓦爾市（西班牙語：Municipio Tovar），是委內瑞拉的一個市，位於該國西部梅里達州，首府設於托瓦爾，始建於1850年4月19日，海拔高度952米，面積179.6平方公里，2013年人口41,867，人口密度每平方公里233人。
8°19′40″N 71°45′33″W / 8.3279°N 71.7593°W